# Estação Ferroviária de Mogadouro

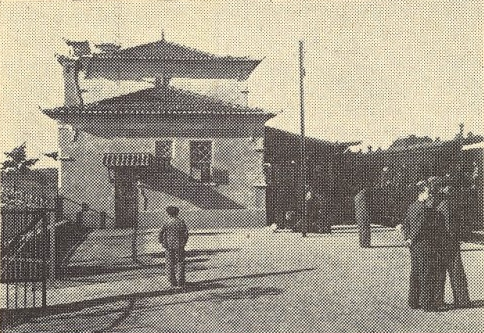
Edifício da estação, em 1938.

A Estação Ferroviária de Mogadouro foi uma gare da Linha do Sabor, que servia a vila de Mogadouro, no Distrito de Bragança, em Portugal. 

## Descrição
A estação de Mogadouro distava 5,8 km da vila homónima, via EN221 (desnível acumulado de +23−56 m). O edifício de passageiros situa-se do lado noroeste da via.

## História

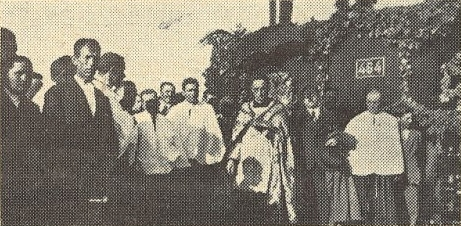
Bênção do comboio inaugural na Estação de Mogadouro, aquando da abertura do troço até Duas Igrejas - Miranda.

### Construção e inauguração
Em Julho de 1926, foi anunciado que iriam ser retomados os trabalhos no troço da Linha do Sabor entre Carviçais e Mogadouro, após um longo período de suspensão.
Em 1 de Junho de 1930, entrou ao serviço o lanço entre Lagoaça e Mogadouro, pela Companhia Nacional de Caminhos de Ferro. No entanto, as obras de assentamento de via e de construção dos edifícios só foram concluídas em 1932; ainda assim, a Direcção Geral de Caminhos de Ferro, que vistoriou o projecto em Fevereiro desse ano, ordenou a instalação de mais algumas infra-estruturas, incluindo uma casa para pessoal braçal e um cais descoberto na estação de Mogadouro. Devido a atrasos na aprovação, estas obras só se iniciaram em Agosto, estando quase terminadas nos princípios do ano seguinte. Em 1933, foi construída uma casa com 3 moradias nesta estação, para habitação do pessoal. Nesse ano, também foi submetida à aprovação do Ministro das Obras Públicas e Comunicações uma portaria relativa à expropriação de um terreno junto à estação, para a instalação de uma oficina de creosotagem de travessas. Este edifício foi construído no ano seguinte.

### Continuação até Duas Igrejas - Miranda
O troço seguinte da Linha do Sabor, até Duas Igrejas - Miranda, foi aberto à exploração em 22 de Maio de 1938.

### Transversal de Chacim
O Decreto n.º 18:190, de 28 de Março de 1930, introduziu o Plano Geral da Rede Ferroviária, que tinha como objectivo regular os projectos das linhas férreas em território nacional, tendo uma das ligações programadas sido a Transversal de Chacim, de Macedo de Cavaleiros, na Linha do Tua, a Mogadouro. Este troço, que teria cerca de 50 km de extensão, faria parte da Transversal de Trás-os-Montes, que ligaria entre si as linhas de via estreita a norte do Douro: Sabor, Tua, Corgo, Tâmega, e Guimarães. Esta ligação transversal nunca viria a ser construída.[carece de fontes?]

### Encerramento
A Linha do Sabor foi encerrada em 1 de Agosto de 1988.